# Hemicordulia oceanica
Hemicordulia oceanica är en trollsländeart som först beskrevs av Selys 1871.  Hemicordulia oceanica ingår i släktet Hemicordulia och familjen skimmertrollsländor. IUCN kategoriserar arten globalt som otillräckligt studerad. Inga underarter finns listade i Catalogue of Life.